# Eefke Mulder
Eefke Marije Mulder (Nimega, 13 ottobre 1977) è una hockeista su prato olandese.

## Palmarès
Olimpiadi
- 2 medaglie:
  - 1 oro (Pechino 2008)
  - 1 argento (Atene 2004)

Europei
- 2 medaglie:
  - 1 oro (Colonia 1999)
  - 1 argento (Manchester 2007)

Champions Trophy
- 5 medaglie:
  - 1 argento (Brisbane 1999)
  - 4 bronzi (Berlino 1997, Sydney 2003, Amstelveen 2008, Mönchengladbach 2008)